# 宮脇町 (高松市)
宮脇町（みやわきちょう）は、香川県高松市中心部の町丁。郵便番号は760-0005。全域が住居表示に関する法律に基づく住居表示実施地区で、一丁目〜二丁目が存在する。

## 地理
高松市役所より1.5km、高松市中心部の南西に位置し、北は県道33号高松善通寺線、北部寄りの西はJR高徳線、同じく東は県道172号川東高松線によって区切られ、その他の方向は石清尾山（標高232.43m）や稲荷山（標高166m）などの石清尾山塊に面している。町のほぼ中心に高松の氏神である石清尾八幡宮が位置し、その他町内の多くは高松市の中心市街地外縁に広がる住宅密集地であり、下町型の閑静な住宅街を形成している。また、香川大学にも隣接しているため、学生用の安価なアパートも多い。町内における道路網は、目抜き通りとして八幡通りと市道浜ノ町宮脇線（北進大学通りへ接続）があり、その他は多くが区画整理や宅地造成によって整備された道路であるため区画整然としているが、香川大学南部の一部は自然発生的に成立した狭隘な生活道路が残っている。
2010年国勢調査による人口は4620人（男2161人/女2459人）、世帯数は2459世帯、面積は126万2363m2、人口密度は3659.8人/km2。公立小学校・中学校の校区は全域が亀阜小学校・紫雲中学校に属している。
町内における都市計画法に基づく用途地域は県道33号高松善通寺線沿いが容積率300%、建ぺい率80%の近隣商業地域、市道浜ノ町宮脇線沿いのうち北部及び石清尾八幡宮裏山付近を除くJR高徳線沿線はの第一種住居地域、市道浜ノ町宮脇線沿いのうち南部及び県道172号川東高松線沿いは第二種中高層住居専用地域、それ以外は第一種中高層住居専用地域で、いずれも容積率は200%、建ぺい率は60%である。また、石清尾山山地の部分とその山麓の石清尾八幡宮や墓地の部分は、一般・環境保全型（山地部）の用途白地地域（特定用途制限地域）で容積率は80%、建ぺい率は50%である。
南部の多くはその石清尾山塊の山地となっており、西部の摺鉢谷（すりばちだに）と呼ばれる峡谷は摺鉢谷川を発し、高松市の中心市街地西部を貫流している。また、明治時代までは現在の二丁目8番、15番、29番から市営姥ヶ池墓地にかけて姥ヶ池（ばあがいけ）と呼ばれる池が存在したが、以後徐々に埋め立てられ、戦後にかけては完全に埋め立てられて宅地化している。石清尾山塊の山麓一帯は市営摺鉢谷墓地、紫雲墓地、姥ヶ池墓地からなる広大な墓地として利用されている。

### 河川
- 摺鉢谷川

## 歴史
1914年（大正3年）5月1日、高松市へ合併した香川郡宮脇村の大字宮脇の区域を以って新設された。
町名は、宮脇町新設以前の区域における大字名を引き継いだもので、地名の由来は当地に位置する石清尾八幡宮の脇の地域であることの意。
1930年（昭和5年）、東部の一部が九番丁及び十番丁として分立。その後、1934年（昭和9年）〜1941年（昭和16年）にかけては宮脇町土地区画整理事業が施工され一部が区画整理された。
1944年（昭和19年）4月11日、栗林公園の動物園からヒョウが脱走。宮脇町の稲荷神社約100m奥の地点で射殺される。
ほか、1945年（昭和20年）7月4日未明にはアメリカ軍による無差別絨毯爆撃「高松空襲」を受け、町内の東部を中心に多くが灰燼に帰した。空襲で壊滅的な被害を受けた高松市中心部では大部分で土地区画整理事業（戦災復興土地区画整理事業）が施行され、宮脇町も北東部がその第三工区として区画整理の対象となった。この区画整理によって現在の八幡通りと市道浜ノ町宮脇線（北進大学通りへ接続）、県道172号川東高松線を始めとした幹線道路や多くの街路が新設・拡幅された。この第三工区における区画整理事業の完工となる換地処分は1970年（昭和45年）5月19日である。
1958年（昭和33年）、一部を八番町へ編入のうえ、一部に一丁目〜二丁目を設置。1964年（昭和39年）と1966年（昭和41年）にも他の一部に一丁目〜二丁目が設置されたことによりほぼ全域に○丁目が設置されている。また1966年（昭和41年）、それと同時に一部が亀阜町、西宝町一丁目〜三丁目へ編入され、逆に中野町の一部が一丁目〜二丁目に編入された。その後も、1968年（昭和43年）に一部が番町一丁目〜四丁目へ、1970年（昭和45年）に宮脇町及び一丁目の各一部が番町五丁目へ、1971年（昭和46年）に一部が昭和町一丁目〜二丁目、紫雲町及び幸町へ編入された。

## 主要施設
掲載順は住居表示による街区符号・住居番号順
| - 高松市消防局・高松市北消防署 - 亀阜幼稚園 - マルナカ宮脇店 - 高松宮脇町郵便局 - 玉泉寺 - 高松北警察署宮脇駐在所 - 石清尾八幡宮 - 香川県神社庁 - 宮脇ポンプ場 | - 高松市立宮脇保育所 - 市営姥ヶ池東墓地 - 銀星テニスクラブ - 紫雲公園 - 宮脇町第1ちびっこ広場公園 - 市営宮脇町姥ヶ池墓地 - 市営紫雲墓地 - 市営宮脇町団地 - 国民宿舎栗林山荘 - 高松美山ホテル - 市営石清尾団地 - 市営住宅旭ヶ丘団地 - 市営摺鉢谷墓地 |